# Oekraïense Democratische Alliantie voor Hervormingen
De Oekraïense Democratische Alliantie voor Hervormingen, ook wel Oedar of UDAR (Oekraïens: Український демократичний альянс за реформи Віталія Кличка, Oekrajinsky demokratytsjnyj aljans za reformy Vitalija Klytsjka; het acroniem UDAR/УДАР betekent letterlijk "stoot" of "klap") is een Oekraïense politieke partij die in 2010 is opgericht door wereldkampioen boksen Vitali Klytsjko. De partij is prowesters en wil de banden met de Europese Unie en de NAVO aanhalen. Anderzijds is zij anti-autoritair en richtte zich met name tegen de gevangenneming van oud-premier Joelia Tymosjenko, waarvoor president Viktor Janoekovytsj van de Partij van de Regio's verantwoordelijk was.
Bij de parlementsverkiezingen van 2012 behaalde Oedar 40 zetels in de Verchovna Rada en werd daarmee de derde partij van het land. Klytsjko maakte in oktober 2013 bekend dat hij zich de volgende verkiezingen kandidaat zou stellen voor het presidentschap. Oedar was een belangrijke oppositiepartij tijdens de Euromaidan-protesten (2013–2014) en de daaropvolgende Revolutie van de Waardigheid in februari 2014 waardoor president Janoekovytsj het land ontvluchtte en werd afgezet. Klytsjko was blij dat Tymosjenko hierdoor vrijkwam, maar reageerde met gemengde gevoelens op haar aankondiging dat zij ook een gooi zou doen naar het presidentschap, hetgeen de twee populaire oppositieleiders tegenover elkaar zou plaatsen: "Het zal een raar gezicht zijn dat leden van de oppositie elkaar moeten beconcurreren", zei hij.
Communistische Partij · Al-Oekraïense Unie "Vaderland" (Batkivsjtsjyna) · Platform voor Leven en Vrede · Al-Oekraïense Unie "Vrijheid" (Svoboda) · Holos · Dienaar van het Volk · Oekraïense Democratische Alliantie voor Hervorming (Oedar) · Partij van de Regio's · Radicale Partij · Uniepartij · Verenigd Centrum · Volkspartij · Rechtse Sector · Oppositieblok · Voor de Toekomst